# آلب‌اشتات

نشان شهر آلب‌اشتاد آلمان

آلب‌اشتات (Albstadt) شهری است در ایالت بادن-وورتمبرگ آلمان.